# Berufskrankheiten-Verordnung
Die deutsche Berufskrankheiten-Verordnung (BKV) ist eine Rechtsverordnung der Bundesregierung. Sie enthält die Liste der anerkannten Berufskrankheiten und verpflichtet die Träger der gesetzlichen Unfallversicherung, Maßnahmen dagegen zu ergreifen, dass bei versicherten Personen Berufskrankheiten entstehen, wiederaufleben oder sich verschlimmern. Außerdem regelt sie den Ablauf des Berufskrankheiten-Feststellungsverfahrens und erweitert den Versicherungsschutz für Seeleute.
Die Verordnung gilt ausschließlich für Berufskrankheiten und so genannte Wie-Berufskrankheiten, nicht hingegen für Arbeitsunfälle und arbeitsbedingte Gesundheitsgefahren. Sie besteht derzeit aus sieben (früher: acht) Paragrafen und zwei Anlagen.

## Gesetzliche Vorgaben
Ermächtigungsgrundlage der Verordnung ist § 9 des Siebten Buches Sozialgesetzbuch (SGB VII). § 9 SGB VII ermächtigt und verpflichtet die Bundesregierung, eine Rechtsverordnung zum Berufskrankheitenrecht zu erlassen. Die Verordnung muss bestimmte Sachverhalte regeln. Daneben darf die Bundesregierung in der Verordnung (fakultativ) weitere Festlegungen treffen, wenn sie dies für sinnvoll hält. Die Bezeichnung „Berufskrankheiten-Verordnung“ ist gesetzlich nicht vorgeschrieben.
Federführendes Ministerium ist das Bundesministerium für Arbeit und Soziales. Die Rechtsverordnung bedarf der Zustimmung des Bundesrats.

### Mindestregelungsgehalt
§ 9 Abs. 1 Satz 2, 1. Halbsatz SGB VII ermächtigt die Bundesregierung, in der Berufskrankheiten-Verordnung solche Krankheiten als Berufskrankheiten zu bezeichnen, die nach den Erkenntnissen der medizinischen Wissenschaft durch besondere Einwirkungen verursacht sind, denen bestimmte Personengruppen durch ihre versicherte Tätigkeit in erheblich höherem Grade als die übrige Bevölkerung ausgesetzt sind.
Außerdem muss die Verordnung folgende Sachverhalte regeln:
- Voraussetzungen, Art und Umfang von Leistungen zur Verhütung des Entstehens, der Verschlimmerung oder des Wiederauflebens von Berufskrankheiten (§ 9 Abs. 6 Nr. 1 SGB VII)

- Mitwirkung der für den medizinischen Arbeitsschutz zuständigen Stellen bei der Feststellung von Berufskrankheiten und „Wie-Berufskrankheiten“ (§ 9 Abs. 6 Nr. 2, 1. Halbsatz SGB VII)

- die Gebühren, die von den Unfallversicherungsträgern für die Tätigkeit der für den medizinischen Arbeitsschutz zuständigen Stellen zu entrichten sind (§ 9 Abs. 6 Nr. 3 SGB VII)

### Fakultative Regelungen
Zusätzlich zu dem Mindestregelungsinhalt kann die Rechtsverordnung bestimmen, dass Krankheiten nur dann Berufskrankheiten sind, wenn sie
- durch Tätigkeiten in bestimmten Gefährdungsbereichen verursacht worden sind (§ 9 Abs. 1 Satz 2, 2. Halbsatz, 1. Alternative SGB VII) oder

- zur Unterlassung aller Tätigkeiten geführt haben, die für die Entstehung, die Verschlimmerung oder das Wiederaufleben der Krankheit ursächlich waren oder sein können (§ 9 Abs. 1 Satz 2, 2. Halbsatz, 2. Alternative SGB VII).

Die Verordnung kann außerdem bestimmen,
- inwieweit Versicherte in Unternehmen der Seefahrt auch in der Zeit gegen Berufskrankheiten versichert sind, in der sie an Land beurlaubt sind (§ 9 Abs. 1 Satz 3 SGB VII),

- dass die für den medizinischen Arbeitsschutz zuständigen Stellen berechtigt sind, Zusammenhangsgutachten zu erstellen sowie zur Vorbereitung ihrer Gutachten Versicherte zu untersuchen oder auf Kosten der Unfallversicherungsträger andere Ärzte mit der Vornahme der Untersuchungen zu beauftragen (§ 9 Abs. 6 Nr. 2, 2. Halbsatz SGB VII).

Die Bundesregierung hat von der ihr übertragenen Regelungsbefugnis umfassend Gebrauch gemacht, d. h. sie hat alle fakultativen Regelungen in die Berufskrankheiten-Verordnung aufgenommen.

## Inhalt

### Anerkannte Berufskrankheiten

#### Definition
§ 1 BKV definiert die Begriff der Berufskrankheit. Eine Berufskrankheit ist eine Krankheit, die
1. in der Anlage zur BKV (Berufskrankheitenliste) als Berufskrankheit bezeichnet ist und
2. eine versicherte Person infolge einer den Versicherungsschutz begründenden Tätigkeit erleidet.

Erkrankungen, die nicht in der Berufskrankheitenliste aufgeführt sind, gelten deshalb grundsätzlich nicht als Berufskrankheiten; auch dann nicht, wenn sie nachweislich durch die berufliche Tätigkeit bedingt sind.
Umgekehrt genügt es jedoch auch nicht, dass jemand an einer in der Berufskrankheitenliste genannten Krankheit, z. B. an Lärmschwerhörigkeit, leidet. Die Krankheit muss durch die berufliche bzw. versicherte Tätigkeit verursacht sein.

#### Berufskrankheitenliste
Die Anlage 1 zur BKV listet die anerkannten Berufskrankheiten systematisch auf. Jede Berufskrankheit ist mit einer vierstelligen Nummer gekennzeichnet. Die erste Ziffer der Nummer bezeichnet die Gruppe, die zweite Ziffer die Untergruppe. Derzeit unterscheidet die Anlage 1 folgende sechs Gruppen:
1. durch chemische Einwirkungen verursachte Krankheiten (drei Untergruppen)
2. durch physikalische Einwirkungen verursachte Krankheiten (vier Untergruppen)
3. durch Infektionserreger oder Parasiten verursachte Krankheiten sowie Tropenkrankheiten (keine Untergruppen)
4. Erkrankungen der Atemwege und der Lungen, des Rippenfells und Bauchfells (drei Untergruppen)
5. Hautkrankheiten (keine Untergruppen)
6. Krankheiten sonstiger Ursache (keine Untergruppen)

Die dritte und vierte Ziffer jeder Nummer dient der Systematisierung innerhalb der jeweiligen Untergruppe. Auf die Nummer folgt die amtliche Definition der jeweiligen Berufskrankheit. Beispiele:
- 2103 Erkrankungen durch Erschütterungen bei Arbeit mit Druckluftwerkzeugen oder gleichartig wirkenden Werkzeugen oder Maschinen
- 4106 Erkrankungen der tieferen Atemwege und der Lungen durch Aluminium oder seine Verbindungen

Allen in der Anlage 1 aufgeführten Krankheiten ist gemeinsam, dass sie „nach den Erkenntnissen der medizinischen Wissenschaft durch besondere Einwirkungen verursacht sind, denen bestimmte Personengruppen durch ihre versicherte Tätigkeit in erheblich höherem Grade als die übrige Bevölkerung ausgesetzt sind“ (§ 9 Abs. 1 Satz 2 SGB VII). Krankheiten, die (noch) nicht in die Anlage 1 aufgenommen sind, die aber diese Kriterien erfüllen, können unter Umständen als „Wie-Berufskrankheiten“ gemäß § 9 Abs. 2 SGB VII anerkannt werden.

### Maßnahmen gegen Berufskrankheiten
§ 3 Abs. 1 BKV verpflichtet die Unfallversicherungsträger zu Maßnahmen, um drohenden Berufskrankheiten entgegenzuwirken bzw. um zu verhindern, dass bestehende Berufskrankheiten sich verschlimmern oder dass ausgeheilte Berufskrankheiten wieder aufleben (so genannte Paragraf-3-Maßnahmen). Voraussetzung ist, dass eine konkrete individuelle Gesundheitsgefahr für eine versicherte Person besteht, die größer ist als die Gefahr, der andere Versicherte mit vergleichbaren Tätigkeit ausgesetzt sind. Besteht diese erhöhte individuelle Gefahr, so kommen insbesondere folgende Maßnahmen in Betracht:
- technische und organisatorische Maßnahmen, z. B. Ersatz gefährlicher Arbeitsstoffe durch ungefährliche
- persönliche Schutzmaßnahmen, z. B. Hautpflegemittel
- medizinische Maßnahmen, z. B. Kuraufenthalt

Kann die Gefahr trotz dieser Maßnahmen nicht beseitigt werden, so muss der Unfallversicherungsträger darauf hinwirken, dass der betroffene Versicherte die gefährdende Tätigkeit unterlässt. Einige Berufskrankheiten, z. B. Hauterkrankungen, können nur als solche anerkannt werden, wenn die versicherte Person die schädigende Tätigkeit aufgibt; man spricht dann vom „Unterlassungszwang“.

### Übergangsleistungen
§ 3 Abs. 2 BKV regelt, unter welchen Voraussetzungen und in welcher Höhe Übergangsleistungen gewährt werden. Übergangsleistungen i. S. der Berufskrankheiten-Verordnung sind einmalige oder wiederkehrende Geldzahlungen. Sie werden an versicherte Personen geleistet, welche die gefährdende Tätigkeit unterlassen, weil ihnen mit den herkömmlichen Präventionsmaßnahmen nicht geholfen werden kann (§ 3 Abs. 2 Satz 1 BKV). Die Übergangsleistungen sollen wirtschaftliche Nachteile ausgleichen, die den Versicherten auf Grund der Tätigkeitsaufgabe entstehen, z. B. Einkommensverlust durch Berufswechsel.
Die Übergangsleistung als Einmalzahlung darf höchstens dem Betrag einer Jahresvollrente entsprechen (§ 3 Abs. 2 Satz 2 Nr. 1 BKV). Alternativ kann die Übergangsleistung auch durch monatlich wiederkehrende Zahlungen erfolgen. In diesem Fall darf die monatliche Zahlung höchstens ein Zwölftel der Jahresvollrente betragen. Zeitlich sind wiederkehrende Zahlungen auf längstens fünf Jahre begrenzt (§ 3 Abs. 2 Satz 2 Nr. 2 BKV).
§ 3 Abs. 2 S. 3 BKV bestimmt, dass Renten wegen Minderung der Erwerbsfähigkeit nicht auf die Übergangsleistungen angerechnet werden. Durch diese Nichtanrechnungsklausel soll Versicherten, die bereits eine Berufskrankheitenrente beziehen, ein zusätzlicher finanzieller Anreiz zur Aufgabe der gefährdenden Tätigkeit gegeben werden.

### Weitere Regelungen
§ 2 BKV betrifft den Versicherungsschutz für Seeleute. Jene sind auch dann gegen Tropenkrankheiten und Fleckfieber versichert, wenn sie nicht an Bord oder im Hafen arbeiten, sondern sich auf Landgang befinden.
§ 4 BKV regelt, wie die für den medizinischen Arbeitsschutz zuständigen Stellen, die Gewerbeärzte, am Verfahren zur Feststellung von Berufskrankheiten mitwirken. Die Gewerbeärzte sollen durch die Mitwirkung ihren Sachverstand in das Verfahren einbringen und dabei ihre ärztlichen Erkenntnisse über gewerbliche Risikobereiche erweitern. Sie können dazu so genannte Zusammenhangsgutachten erstellen. Der Begriff des Zusammenhangsgutachten sowie die Höhe der dafür zu zahlenden Gebühren (derzeit 200 Euro) sind in § 5 BKV bestimmt.
§ 6 BKV enthält verschiedene Rückwirkungsklauseln. Diese Klauseln betreffen Berufskrankheiten, die durch frühere Änderungsverordnungen in die Berufskrankheiten-Verordnung aufgenommen worden sind. § 6 Abs. 5 Satz 1 BKV legt fest, dass Berufskrankheiten auch dann noch rückwirkend anerkannt werden können, wenn über sie bereits bindend durch Verwaltungsakt oder rechtskräftig durch Gerichtsurteil entschieden worden ist. Bindungswirkung und Rechtskraft werden also aus Gerechtigkeitsgründen durchbrochen. Sozialleistungen (z. B. Verletztenrente) werden jedoch rückwirkend längstens für vier Jahre erbracht (§ 6 Abs. 5 Satz 2 BKV).
§ 7 BKV regelte ursprünglich die Berufskrankheitenanzeige durch Unternehmer, Ärzte und Zahnärzte. Dazu verwies die Vorschrift auf verschiedene Vorschriften der Berufskrankheiten-Verordnung vom 20. Juni 1968. § 7 wurde zum 1. August 2002 aufgehoben. Seitdem richtet sich die Anzeige von Berufskrankheiten nach der Unfallversicherungs-Anzeigeverordnung.
§ 8 BKV bestimmt, dass die Verordnung zum 1. Dezember 1997 in Kraft tritt und dass die Berufskrankheiten-Verordnung vom 20. Juni 1968 zum selben Zeitpunkt außer Kraft tritt.
Die Anlage 2 der BKV wurde durch die Änderungsverordnung vom 11. Juni 2009 an die Berufskrankheiten-Verordnung angehängt. Aus ihr lässt sich ablesen, wann bei einer Lungenkrebserkrankung durch das Zusammenwirken von Asbestfaserstaub und polyzyklischen aromatischen Kohlenwasserstoffen eine mindestens fünfzigprozentige Wahrscheinlichkeit einer beruflich bedingten Verursachung – und damit eine Berufskrankheit Nr. 4114 – vorliegt.

## Geschützter Personenkreis
Die Berufskrankheiten-Verordnung gilt für Personen, die dem Versicherungsschutz des Siebten Buches Sozialgesetzbuch unterliegen, also insbesondere für Beschäftigte.
Für Beamte gilt die BKV nicht unmittelbar. Der Bund und die Länder haben jedoch Gesetze und Verordnungen erlassen, in denen bestimmt wird, dass die Berufskrankheiten-Verordnung für ihre Beamten entsprechend gilt. Für Bundesbeamte war dies bis zum 31. Dezember 2019 in der Verordnung zur Durchführung des § 31 des Beamtenversorgungsgesetzes (Bestimmung von Krankheiten für die beamtenrechtliche Unfallfürsorge) geregelt. Beamte genießen also bei beruflich bedingten Erkrankungen grundsätzlich denselben Schutz wie Arbeitnehmer.

## Änderungen der Verordnung

### BKV-Änderungsverordnung von 2002
Die Berufskrankheiten-Verordnung von 31. Oktober 1997 wurde mehrfach geändert, u. a. durch die Verordnung zur Änderung der Berufskrankheiten-Verordnung (BKV-ÄndV) vom 5. September 2002. Die BKV-ÄndV fügte der Anlage zur BKV die neue Berufskrankheit 4112 Lungenkrebs durch die Einwirkung von kristallinem Siliziumdioxid (SiO2) bei nachgewiesener Staublungenerkrankung (Silikose oder Siliko-Tuberkulose) hinzu. Die Berufskrankheit Nr. 2106 Drucklähmungen der Nerven wurde erweitert und heißt seither Druckschädigung der Nerven. Zudem wurde § 6 BKV um eine Rückwirkungsregelung für die Fälle ergänzt, in denen versicherte Personen bereits vor dem Inkrafttreten der BKV-ÄndV an einer der neu aufgenommenen Krankheiten litten.

### BKV-Änderungsverordnung von 2009
Weitere wichtige Ergänzungen erfolgten durch die Zweite Verordnung zur Änderung der Berufskrankheiten-Verordnung vom 11. Juni 2009. Folgende fünf neue Krankheiten wurden als Berufskrankheiten in die BKV aufgenommen:
- 1318 Erkrankungen des Blutes, des blutbildenden und des lymphatischen Systems durch Benzol

- 2112 Gonarthrose durch eine Tätigkeit im Knien oder vergleichbare Kniebelastung mit einer kumulativen Einwirkungsdauer während des Arbeitslebens von mindestens 13.000 Stunden und einer Mindesteinwirkungsdauer von insgesamt einer Stunde pro Schicht

- 4113 Lungenkrebs durch polyzyklische aromatische Kohlenwasserstoffe bei Nachweis der Einwirkung einer kumulativen Dosis von mindestens 100 Benzo[a]pyren-Jahren [(μg/m³) × Jahre]

- 4114 Lungenkrebs durch das Zusammenwirken von Asbestfaserstaub und polyzyklischen aromatischen Kohlenwasserstoffen bei Nachweis der Einwirkung einer kumulativen Dosis, die einer Verursachungswahrscheinlichkeit von mindestens 50 Prozent nach der Anlage zu dieser Berufskrankheit entspricht

- 4115 Lungenfibrose durch extreme und langjährige Einwirkung von Schweißrauchen und Schweißgasen (Siderofibrose)

Alle neuen Berufskrankheitentatbestände gelten grundsätzlich auch für Altfälle, also auch für Krankheiten, die bereits vor dem Inkrafttreten der Zweiten Änderungsverordnung bestanden. Die Rückwirkung ist für die Berufskrankheiten Nr. 2112, 4114 und 4115 jedoch auf Versicherungsfälle beschränkt, die nach dem 30. September 2002 (Inkrafttreten der ersten Änderungsverordnung) eingetreten sind. Altfälle der Berufskrankheit Nr. 4113 können nur dann anerkannt werden können, wenn der Versicherungsfall nach dem 30. November 1997 (Inkrafttreten der BKV) eingetreten ist. Die Anerkennung erfolgt nur auf Antrag des Versicherten. Die Unfallversicherungsträger sollen nicht verpflichtet werden, Altfälle von Amts wegen wieder aufzugreifen und anzuerkennen.

### BKV-Änderungsverordnung von 2014
Durch die Dritte Verordnung zur Änderung der Berufskrankheiten-Verordnung vom 22. Dezember 2014 wurden zum 1. Januar 2015 vier neue Krankheiten als Berufskrankheiten in die Liste aufgenommen:
- 1319 Larynxkarzinom durch intensive und mehrjährige Exposition gegenüber schwefelsäurehaltigen Aerosolen

- 2113 Druckschädigung des Nervus medianus im Carpaltunnel (Carpaltunnel-Syndrom) durch repetitive manuelle Tätigkeiten mit Beugung und Streckung der Handgelenke, durch erhöhten Kraftaufwand der Hände oder durch Hand-Arm-Schwingungen

- 2114 Gefäßschädigung der Hand durch stoßartige Krafteinwirkung (Hypothenar-Hammer-Syndrom und Thenar-Hammer-Syndrom)

- 5103 Plattenepithelkarzinome oder multiple aktinische Keratosen der Haut durch natürliche UV-Strahlung

### BKV-Änderungsverordnung von 2017
Durch die Vierte Verordnung zur Änderung der Berufskrankheiten-Verordnung wurden bestimmte Erkrankungen durch 1,3-Butadien (Nr. 1320), polyzyklische aromatische Kohlenwasserstoffe (1321) sowie Fokale Dystonie bei Instrumentalmusikern durch feinmotorische Tätigkeit hoher Intensität in die Liste der Berufskrankheiten aufgenommen. Ergänzt (Eierstockkrebs) bzw. erweitert (Kehlkopfkrebs) wurde außerdem die Liste der Krebserkrankungen, die als Berufskrankheiten anerkannt werden können.